# Episodi di In Treatment (terza stagione)
La terza stagione della serie televisiva In Treatment è stata trasmessa in prima visione negli Stati Uniti d'America da HBO dal 25 ottobre al 7 dicembre 2010, con quattro episodi alla settimana.
In Italia, la stagione è stata trasmessa in prima visione sul canale satellitare Fox Life dal 7 agosto al 20 settembre 2012.
| nº | Titolo originale    | Titolo italiano             | Prima TV USA     | Prima TV Italia   |
| -- | ------------------- | --------------------------- | ---------------- | ----------------- |
| 1  | Sunil: Week One     | Sunil - Prima settimana     | 25 ottobre 2010  | 7 agosto 2012     |
| 2  | Frances: Week One   | Frances - Prima settimana   | 25 ottobre 2010  | 8 agosto 2012     |
| 3  | Jesse: Week One     | Jesse - Prima settimana     | 26 ottobre 2010  | 9 agosto 2012     |
| 4  | Adele: Week One     | Adele - Prima settimana     | 26 ottobre 2010  | 10 agosto 2012    |
| 5  | Sunil: Week Two     | Sunil - Seconda settimana   | 1º novembre 2010 | 14 agosto 2012    |
| 6  | Frances: Week Two   | Frances - Seconda settimana | 1º novembre 2010 | 15 agosto 2012    |
| 7  | Jesse: Week Two     | Jesse - Seconda settimana   | 2 novembre 2010  | 16 agosto 2012    |
| 8  | Adele: Week Two     | Adele - Seconda settimana   | 2 novembre 2010  | 17 agosto 2012    |
| 9  | Sunil: Week Three   | Sunil - Terza settimana     | 8 novembre 2010  | 21 agosto 2012    |
| 10 | Frances: Week Three | Frances - Terza settimana   | 8 novembre 2010  | 22 agosto 2012    |
| 11 | Jesse: Week Three   | Jesse - Terza settimana     | 9 novembre 2010  | 23 agosto 2012    |
| 12 | Adele: Week Three   | Adele - Terza settimana     | 9 novembre 2010  | 24 agosto 2012    |
| 13 | Sunil: Week Four    | Sunil - Quarta settimana    | 15 novembre 2010 | 28 agosto 2012    |
| 14 | Frances: Week Four  | Frances - Quarta settimana  | 15 novembre 2010 | 29 agosto 2012    |
| 15 | Jesse: Week Four    | Jesse - Quarta settimana    | 16 novembre 2010 | 30 agosto 2012    |
| 16 | Adele: Week Four    | Adele - Quarta settimana    | 16 novembre 2010 | 31 agosto 2012    |
| 17 | Sunil: Week Five    | Sunil - Quinta settimana    | 22 novembre 2010 | 4 settembre 2012  |
| 18 | Frances: Week Five  | Frances - Quinta settimana  | 22 novembre 2010 | 5 settembre 2012  |
| 19 | Jesse: Week Five    | Jesse - Quinta settimana    | 23 novembre 2010 | 6 settembre 2012  |
| 20 | Adele: Week Five    | Adele - Quinta settimana    | 23 novembre 2010 | 7 settembre 2012  |
| 21 | Sunil: Week Six     | Sunil - Sesta settimana     | 29 novembre 2010 | 11 settembre 2012 |
| 22 | Frances: Week Six   | Frances - Sesta settimana   | 29 novembre 2010 | 12 settembre 2012 |
| 23 | Jesse: Week Six     | Jesse - Sesta settimana     | 30 novembre 2010 | 13 settembre 2012 |
| 24 | Adele: Week Six     | Adele - Sesta settimana     | 30 novembre 2010 | 14 settembre 2012 |
| 25 | Frances: Week Seven | Frances - Settima settimana | 6 dicembre 2010  |                   |
| 26 | Sunil: Week Seven   | Sunil - Settima settimana   | 6 dicembre 2010  | 18 settembre 2012 |
| 27 | Jesse: Week Seven   | Jesse - Settima settimana   | 7 dicembre 2010  | 19 settembre 2012 |
| 28 | Adele: Week Seven   | Adele - Settima settimana   | 7 dicembre 2010  | 20 settembre 2012 |